# Zabrđe (żupania dubrownicko-neretwiańska)
Zabrđe – wieś w Chorwacji, w żupanii dubrownicko-neretwiańskiej, w gminie Ston. W 2011 roku liczyła 61 mieszkańców.